# Ron Goodwin
Ronald Alfred „Ron“ Goodwin (* 17. Februar 1925 in Plymouth; † 8. Januar 2003 in Brimpton Common, Reading, Großbritannien) war ein britischer Komponist, der vor allem durch seine Filmmusik Bekanntheit erlangte.

## Leben
Seine Schulzeit verbrachte Goodwin auf der Willesden County Grammar School im Nordwesten Londons. Bereits in jungen Jahren lernte er Klavierspielen und Trompete. Im Alter von 14 Jahren (1939) gründete er eine Tanzband, The Woodchoppers, deren Eröffnungsmelodie das swingende At the Woodchoppers Ball von Woody Herman war. Das Orchester erreichte bald einen semiprofessionellen Status und nahm an verschiedenen Wettbewerben teil. Als Komponist war Goodwin ein Autodidakt, der das handwerkliche Rüstzeug als Arrangeur in seiner frühen Tätigkeit als Kopist bei dem Musikverlag Campbell Connelly erlernte.
Im Alter von 24 Jahren (1949) nahm Goodwin seine ersten beiden Schallplatten als Dirigent für die Sängerin Petula Clark auf, die ein sehr großer Erfolg in Australien wurden. Ein überraschender Erfolg war 1950 auch eine Cover-Version Goodwins des Nat-King-Cole-Titels „Too Young“ für den relativ unbekannten Sänger Jimmy Young, für den er noch weitere fünfzehn Platten dirigieren sollte. Von da an war der Name Ron Goodwins in der britischen Musikwelt etabliert und seine Platten erschienen mit der Bezeichnung „Ron Goodwin and his Orchestra“. Das Orchester bestand teilweise aus bis zu 42 Musikern, die er persönlich ausgewählt hatte.
1951 begann er für den Produzenten George Martin einige Platten aufzunehmen. Der größte Erfolg war die Adaption der Titelmelodie aus Charlie Chaplins „Rampenlicht“ (Limelight). Der Titel erreichte in den britischen Single-Charts 1953 Platz 3 und blieb 18 Wochen unter den Top Ten.
Seine erste Filmmusik komponierte Goodwin für den 1958 in Deutschland entstandenen Streifen Die schwarze Lorelei.
Eine seiner frühen eigenen Filmkompositionen ist das Rokoko-ähnliche Hauptthema aus den vier Miss-Marple-Filmen mit Margaret Rutherford. Goodwins Komposition errang insbesondere in Deutschland und den skandinavischen Ländern große Bekanntheit und gelangte dort sogar in die Pop-Charts.
Der endgültige internationale Durchbruch gelang Goodwin jedoch mit der beschwingten Musik zu Die tollkühnen Männer in ihren fliegenden Kisten von 1965; das Hauptthema daraus wurde zu einem populären Klassiker der British Light Music. In Großbritannien feierte Goodwin in den sechziger Jahren vor allem mit seinen Scores für Kriegsfilme große Erfolge, so z. B. mit Kampfgeschwader 633 (633 Squadron, 1964), Geheimaktion Crossbow (Operation Crossbow, 1965) und Agenten sterben einsam (Where Eagles Dare, 1968). 1969 ersetzte er William Walton als Komponist bei Guy Hamiltons aufwändigem Kriegsepos Luftschlacht um England (Battle of Britain).
Weitere Filmarbeiten von Goodwin sind Blumen des Schreckens (The Day of the Triffids, 1962), Lancelot and Guinevere, 1963, Der Menschen Hörigkeit (Of Human Bondage, 1964), Wie ein Schrei im Wind (The Trap, 1966) (das Titelthema wurde jahrelang von der BBC eingesetzt bei der Übertragung des Marathons in London), Monte Carlo Rallye  (Monte Carlo or Bust, 1969), Der Vollstrecker (The Executioner, 1970) und Alfred Hitchcocks Frenzy (1972). Bei dem Hitchcock-Film ersetzte Goodwin wiederum einen bereits existierenden Score, diesmal von Henry Mancini.
In den 1970er-Jahren schrieb Goodwin auch die Musiken für einige Disney-Filme, von denen diejenige für Die kleinen Pferdediebe (Escape from the Dark, 1976) wegen der Verwendung eines reinen Blasorchesters (der bekannten Grimethorpe Colliery Band) stilistisch am interessantesten war. Weiterhin komponierte er die Musik zu Wer hat unseren Dinosaurier geklaut? im Jahr 1975. Er komponierte und dirigierte außerdem die Filmmusik für die kanadischen Zeichentrickfilme Der selbstsüchtige Riese und The Happy Prince.
Die letzte Filmproduktion, an der Ron Goodwin beteiligt war, war der dänische Zeichentrickfilm  Walhalla (1986). Neben seiner Filmmusik schrieb Goodwin auch zahlreiche Werke für den Konzertsaal, meist in Form von Miniaturen in leichterem Tonfall. Jedoch komponierte er auch einige längere Suiten, darunter Drake 400 im Auftrag der Stadt Plymouth.
Der seit Jahren schwer an Asthma erkrankte Goodwin kehrte am 7. Januar 2003 von seiner (32.) alljährlich stattfindenden Konzerttour zu Weihnachten und Jahresende durch Südengland mit dem Bournemouth Symphony Orchestra nach Hause zurück und starb nur einen Tag später im Alter von nahezu 78 Jahren.
Mit seiner Ehefrau Heather hatte Goodwin einen Sohn. Den Ivor Novello Award erhielt er drei Mal, zuletzt 1994 für sein Lebenswerk.

## Filmografie (Auswahl)
- 1960: Das Dorf der Verdammten (Village of the Damned)
- 1961: 16 Uhr 50 ab Paddington (Murder She Said)
- 1961: Clue of the New Pin
- 1961: Man at the Carlton Tower
- 1963: Der Wachsblumenstrauß (Murder at the Gallop)
- 1963: Blumen des Schreckens (The Day of the Triffids)
- 1964: Vier Frauen und ein Mord (Murder Most Foul)
- 1964: Mörder ahoi! (Murder Ahoy)
- 1964: Kampfgeschwader 633 (633 Squadron)
- 1965: Die Morde des Herrn ABC (The Alphabet Murders)
- 1965: Geheimaktion Crossbow (Operation Crossbow)
- 1965: Die tollkühnen Männer in ihren fliegenden Kisten (Those Magnificent Men in their Flying Machines or How I Flew from London to Paris in 25 Hours 11 Minutes)
- 1966: Wie ein Schrei im Wind (The Trap)
- 1968: Agenten sterben einsam (Where Eagles Dare)
- 1969: Luftschlacht um England (Battle of Britain)
- 1969: Monte Carlo Rallye (Monte Carlo or Bust!)
- 1971: Der selbstsüchtige Riese (The Selfish Giant)
- 1974: The Happy Prince
- 1974: Die Jagd nach den gestohlenen Diamanten (Diamonds on Wheels)
- 1975: Wer hat unseren Dinosaurier geklaut? (One of Our Dinosaurs Is Missing)
- 1978: Der wilde Haufen von Navarone (Force 10 from Navarone)
- 1979: König Artus und der Astronaut (Unidentified Flying Oddball)

## Werke

### Werke für Blasorchester
- Armada 400 Suite
  1. Opening Fanfare
  2. Overture
  3. Interlude
  4. Ships leaving Harbour
  5. The Warclouds Gather
  6. The Battle & Finale
- City of Lincoln March
- Escape from the Dark for Brass-Band
- Force ten from Navarone
- Free Fall for concert band
- Frenzy Main Theme from the Alfred Hitchcock Film
- Headless Horseman
- Magnificent Men in their flying Machines – Selection of Themes including Main Theme
- Monte Carlo or Bust – Selection of Themes including Main Theme
- New Zealand Police March – for Brass-Band and Pipe Band
- Prisoners of War March (The Kriegie)
- September 15th, 1940
- Suite: The Time Traveller – for concert band
- Tall Ships for concert band
- The Eanslaw Steam Theme from the New Zealand Suite
- The Trap
- Where Eagles Dare